# 郭正旭
郭正旭（韓語：곽정욱，1990年6月12日—），韓國男演員，6歲時便以童星出道。曾為INFINITE預備成員。

## 演出作品

### 電視劇

#### 1990年代
- 1996年：KBS《Color》
- 1996年：KBS《女人戀愛時》
- 1996年：MBC《迷妄》
- 1998年：MBC《愛情的鑰匙》
- 1998年：MBC《大王之路》
- 1998年：SBS《白夜3.98》
- 1999年：MBC《Jump》
- 1999年：MBC《醫道》
- 1999年：SBS《Ghost》
- 1999年：SBS《甜蜜新娘》
- 1999年：KBS《學校2》

#### 2000年代
- 2000年：KBS《傻瓜般的愛情》
- 2000年：KBS《妖精Kommi》
- 2001年：KBS《明成皇后》飾演 朝鮮純宗（少年）
- 2002年：SBS《野人時代》飾演 金斗漢（少年）
- 2002年：KBS《張禧嬪》飾演 朝鮮景宗
- 2003年：KBS《魔法兒童MASURI》
- 2003年：KBS《媽媽向前衝》
- 2004年：EBS《指甲邊上停留的光》
- 2004年：MBC《英雄時代》
- 2004年：KBS《不滅的李舜臣》飾演 朝鮮宣祖（少年）
- 2004年：KBS《北京，我的愛》飾演 羅民國（少年）
- 2004年：SBS《土地》
- 2005年：SBS《可愛或者瘋了》
- 2005年：KBS《復活》飾演 徐河恩（少年）
- 2005年：KBS《Old Miss Diary》
- 2006年：KBS《641家族》
- 2006年：KBS《再見獨奏》
- 2006年：KBS《花郎戰士MARU（朝鲜语：화랑전사 마루）》飾演 李基正
- 2007年：KBS《魔王》飾演 吳承河（少年）
- 2008年：MBC《貝多芬病毒》飾演 姜建宇／姜魔（少年）
- 2009年：MBC《善德女王》飾演 寶宗（少年）
- 2009年：MBC《穿透屋頂的High Kick》（第2集客串）

#### 2010年代
- 2010年：KBS《巨商金萬德》飾演 東牙（少年）
- 2011年：KBS《Drama Special－白色聖誕節》
- 2011年：KBS《Drama Special－Human Casino》
- 2011年：KBS《福熙姐》飾演 池英表
- 2011年：tvN《閉嘴！花美男樂團》飾演 鄭馬路
- 2012年：KBS《學校2013》飾演 吳正浩
- 2013年：KBS《Drama Special－青春期整合曲（朝鲜语：사춘기 메들리）》
- 2013年：KBS《劍與花》飾演 致雲
- 2014年：SBS《神的禮物－14天》飾演 韓其泰
- 2014年：KBS《Drama Special－漆黑》飾演 韓正旭
- 2018年: OCN《火星生活》飾演 金賢奭

### 電影
- 1997年：《Maria與旅人宿》
- 2002年：《向左愛向右愛》飾演 小志煥
- 2003年：《大麥田的夏天》
- 2011年：《與敵同寢》
- 2011年：《登陸之日》飾演 敏宇
- 2014年：《少女怪談》

## 綜藝節目
| 日期          | 電視台 | 節目名稱           | 備註          |
| ------------- | ------ | ------------------ | ------------- |
| 2013年4月15日 | Mnet   | 《Beatles Code 2》 | with INFINITE |

## MC主持
| 日期         | 地點/電視台            | 活動/節目名稱                       |
| ------------ | ---------------------- | ----------------------------------- |
| 2013年3月1日 | 奧林匹克公園體操競技場 | 《INFINITE Rally 2013》(無限大集會) |

## 獲獎
- 2002年：SBS演技大賞－童星獎

## 註譯
1. ↑  . Kpopn.   [2013-03-03]. （原始内容存档于2013-03-06）.（中文）

## 外部連結
- NAVER搜索
- 郭正旭的X（前Twitter）